# Orz
orzは、跪き頭を垂れる（頽れる）姿をアルファベットで表した日本発祥のアスキーアートである。失望、落胆や絶望の表現。「がっくり」の意。「o」が頭・「r」が腕と体・「z」が跪いた腰から下の脚を表す。ちなみにこのアスキーアートの呼称は統一されていない（後述）。

## 由来
2002年頃、TECHSIDE（個人ニュースサイト兼コミュニティサイト）の「TECHSIDE教えて君BBS(教えてBBS)」において、ケーブルカバーに関する質問の中で使われた文字によって図式化されたカバーとケーブル「＿|￣|○」が、跪き頭を垂れる人に見えると話題になり、それを受け、該当サイトの「TECHSIDE一言板。」でも話題となった。その後、記号で構成される「＿|￣|○」より簡便でアルファベットのみで構成される、「orz」などの変種が作成され、こちらの方が主流となった。

## 変種
「orz」には類似したアスキーアートがあり、crz、brz、OTL、Oro、Or2、On_、Otz、ocz、sto、szo、Jto、oyz、SMLなどもある。
類似として、ドメイン名の「.org」が、立位体前屈に見えるとの意見もある。

## 呼称
失意体前屈
由来である「＿|￣|○」の普及初期には特に名称らしきものはなかったが、いつの頃からか失意泰然と立位体前屈をもじって失意体前屈と呼ばれるようになり、一時期はこれが「orz」の呼称にもなった。
オーズ
アスキーアートであるため声に出して読まれること自体は少ないが、アルファベットをそのまま読み「オーアールゼット」、ローマ字読みして「オルズ」、英語風に読み「オーズ」、ドイツ語風に「オルツ」と読む場合もある。
がっかり
イメージなどから「がっかり」「ガックリ」「ガックシ」などと呼ばれる事もある。
オリザノール
2010年10月には、2ちゃんねるに「Orzの正しい読み方が判明」とするスレッドが立てられ、「γ-オリザノール」の成分表記が「γ-Orz」であることを理由に、このアスキーアートも「オリザノール」と呼ぶことが提案されたが定着しなかった。

## 日本国外での使用
2004年以後、台湾、 香港、中国とその使用域が拡大した。
2006年1月22日には、台湾の大学学科能力測験（日本における大学入学共通テストに相当）の国語の試験第二部の問1において、「Orz」の語が使用された（問題文（PDF、第6項に該当記述あり））。使用されたのは文章の中から誤った言葉を見つけて修正せよ、という文章題中であり、「3Q得Orz」が誤った用法として例示された。つまり「3Q得Orz」ではなく「感謝得五體投地」と書かなければならない、と問題中で例示された。しかし、この使用法自体がおかしい（「失望」ではなく、「深々と頭を下げている」即ち「非常に感謝している」とされている）ため、出題者がインターネットスラングの意味を分からずに無理矢理に使った態度には疑問の声が上がった（なお、こういう意味での使い方もあるという主張もあるが、一般的とは言えない）。

## 様々な失意体前屈

### 単純型
全角
＿|￣|○ （右向き）
○|￣|＿ （左向き）
○|＿|￣ （左向き逆さま）
￣|＿|○ （右向き逆さま）
半角
STO （右向き）
OTL （左向き）
OTZ （左向き）
OLS （左向き逆さま）
ZJO （右向き逆さま）
半角小文字
sto szo（右向き）
orz （左向き）
or2 （左向き）
ots （左向き逆さま）
z_/o （右向き逆さま）
二文字
no （右向き）
on （左向き）
ou （左向き逆さま）
uo （右向き逆さま）
応用
oQz、orQ （妊婦）
prz （リーゼント、スネ夫）
＿/￣|○ （右向き膝上げ型）
＿ト￣|○ （勃起している男性）
○刀乙（ゲーム『Princess Frontier』中で使用）
oyz osz（屈伏）

囧rz （中国語圏で使用される）

### 複合型
集中型
```
          ＿＿             ＿_ 
       ＼|＼_ ＼         ∠ ／|／ 
             |○|        |○| 
＿|￣|○     _＿          ＿_     ○|￣|＿ 
           ／ ／|）    （|＼ ＼ 
          |￣|             |￣| 
        ／ ／              ＼ ＼ 
```

拡散型
```
        ＿_            _＿ 
     （|＼ ＼        ／ ／|） 
          |￣|      |￣| 
           ＼ ＼  ／ ／
○|￣|＿  ＿          ＿　　＿|￣|○
        ∠ ／|／　＼|＼_＼ 
       |○|            |○|
```

## orzを使用した作品
- 勇者のくせになまいきだor2
ソニー・コンピュータエンタテインメント（SCE）が2008年に発売したPlayStation Portable用ゲーム。シリーズ第2弾を表す「2」が本項目にあるバリエーションの「or2」になっている。

- Orz Boyz! 囧男孩
日本公開名「Orz ボーイズ!」。2008年公開の台湾映画。楊雅喆（ヤン・ヤーチェ）監督作品。

- orz
『進撃の巨人』で知られる諫山創のデビュー作となる読み切り。週刊少年マガジン新人漫画賞入選で、『マガジンSPECIAL』2009年3月号に掲載された。受賞作発表時の振り仮名によれば、読みは「オー・アール・ゼット」となっている。

- アクエリオンEVOL
2012年1月より放送のSFロボットアニメ。第3話「トキメキ指数☆急上昇」にて、主人公が搭乗する主役メカであるアクエリオンゲパルトが放つ必殺技が「平身低頭覇（DOGEZA orz）」である。必殺技のカットインにもorzの文字が表示された。

## 備考
Impress Watchのエイプリルフール企画である「イソプレスうおっち」では、架空ドメイン名として.orzが使用されている。
2005年をピークとして、2018年現在ではほぼ廃れている。